# Beytocan
Beytullah Güneri, mieux connu sous le nom de Beytocan, né le 1er octobre 1955 à Silvan (Diyarbakır) et mort le 12 septembre 2023 à Stockholm en Suède, est un musicien kurde de Turquie.

## Biographie
Beytocan est né en 1955 à Silvan (Diyarbakır). À l'âge de huit ans, il déménage au centre de Diyarbakır avec sa famille. Après le coup d’État militaire du 12 septembre 1980, il est arrêté et condamné à quinze ans de prison. Libéré en 1987, il s'installe à Istamboul,.
Sur la suggestion de Selami Şahin (dont le nom de scène est « Beytocan »), il commence à dire ses propres poèmes et sort son premier album en 1990. Les œuvres kurdes étant interdites à cette époque, sa satire dans l'album intitulé 21 March Yan Mirin, Yan Diyarbekir, circulait secrètement dans le milieu des Kurdes de Turquie.
Beytocan déclare dans une interview qu'il ne fait pas de l'art pour de l'argent, et qu'il essaye seulement d'exprimer la douleur et la souffrance du peuple kurde.
Dans les années 1990, il quitte la Turquie pour des raisons politiques et s'installe à Stockholm. Après 23 ans, il retourne en Turquie, mais peu de temps après, il délaisse Diyarbakır pour revenir à Stockholm.

### Mort
En 2021, une tumeur cancéreuse est découverte sous la dent de Beytocan. Malgré de nombreuses interventions chirurgicales, il décède peu avant ses 68 ans, le 12 septembre 2023 en Suède, où il repose.

## Discographie
- Te nadin min (2001)
- Bist û yekê adarê (2001)
- Etuna dile min (2011)